# Chiloplacus lentus
Chiloplacus lentus är en rundmaskart. Chiloplacus lentus ingår i släktet Chiloplacus och familjen Cephalobidae. Inga underarter finns listade i Catalogue of Life.